# (8138) 1980 FF12
(8138) 1980 FF12 là một tiểu hành tinh vành đai chính. Nó được phát hiện bởi Đài thiên văn Perth ở Bickley, Tây Úc, ngày 20 tháng 3 năm 1980.